# Loferer Hochtal

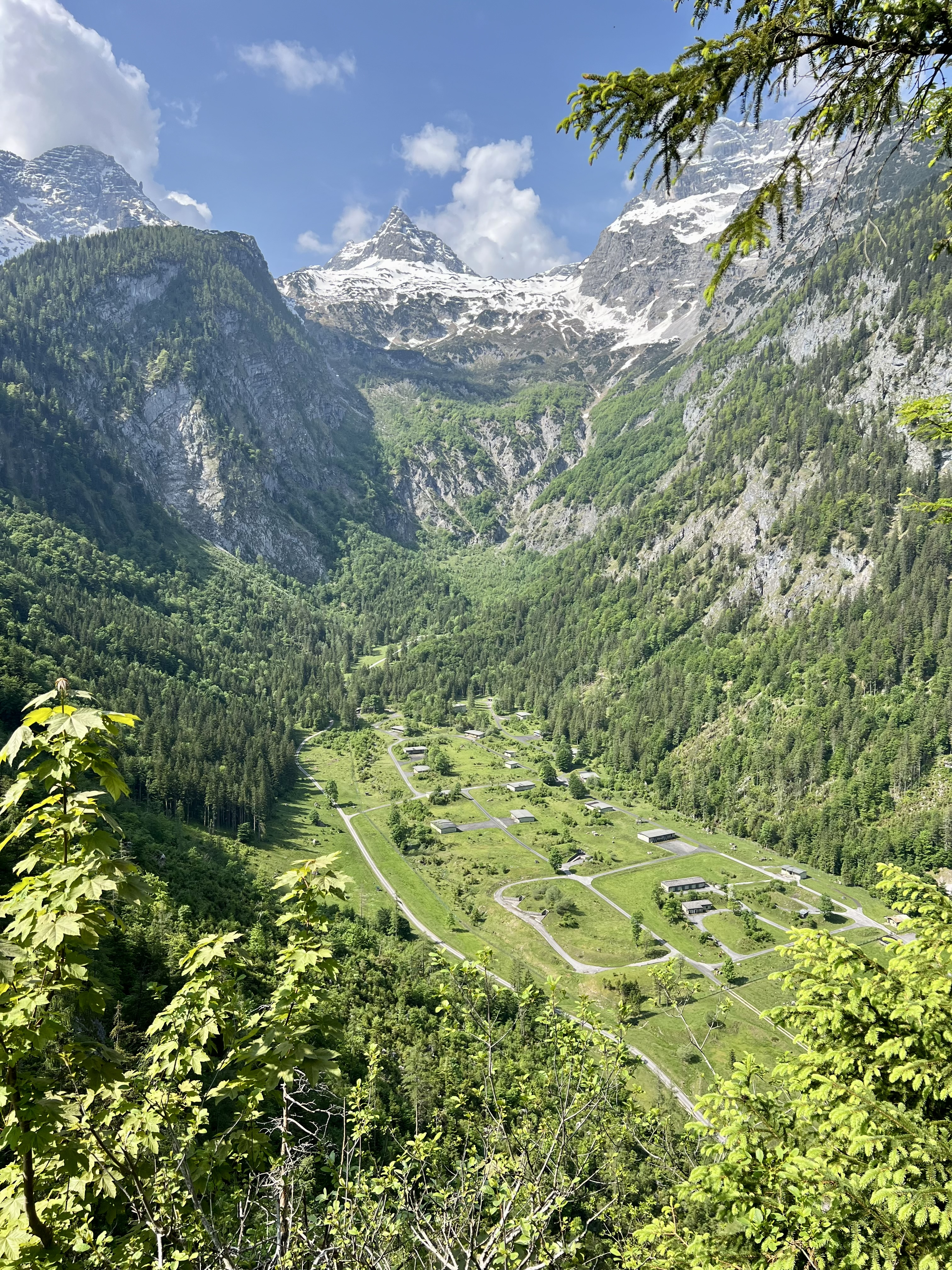
Loferer Hochtal. Im Hintergrund die Steinberge

Das Loferer Hochtal erstreckt sich südwestlich des Marktgemeindezentrums von Lofer im nördlichen Pinzgau, Land Salzburg.

## Geografie
Das etwa zwei Kilometer lange Tal zweigt südlich der Pinzgauer Straße (B 311) kurz vor dem Pass Strub auf einer Höhe von etwa 645 m ü. A. ab. Nach einem kurzen Anstieg vorbei an der Exenbachquelle bis auf 680 m ü. A., verläuft es westlich der Franzenhöhe (909 m), des Rauchenbergs (1294 m) und des Wechsels (1048 m). Das Tal wird vom Exenbach Loferer Hochtal durchflossen, der nach dem Talausgang in den Loferbach mündet.
Am südwestlichen Ende hat das Tal eine Höhe von rund 750 m ü. A. Aufgrund des geringen Höhenanstiegs und einer mittleren Breite von 300 Metern ist es auch besiedelt.
Im Südwesten beginnt ein Wanderweg, der über das Untere, Mittlere und Obere Tret zur Schmidt-Zabierow-Hütte auf 1963 m ü. A. führt. Von dort gelangt man über das Sattelhorn zum Gipfel des Großen Ochsenhorns.

## Geologie
Es befindet sich in den nördlichen Ausläufern der Loferer Steinberge.

## Geschichte
Das Loferer Hochtal ist eine Genossenschaftsweide der Agrargemeinschaft Wimzeche. Das Tal wurde 1943 von der reichsdeutschen Wehrmacht besetzt und eine Forschungseinrichtung errichtet. Nach dem Krieg wurde das Tal vom amerikanischen Militär besetzt und neben dem bereits bestehenden Steinhaus sechs Wellblechbaracken errichtet. 1953 waren dort 125 Soldaten stationiert. Nach Unterzeichnung des Staatsvertrags 1955 übernahm das Österreichische Bundesheer die militärischen Anlagen. Heute wird noch etwa 1/3 der Fläche für militärische Zwecke genutzt.